# Quintette pour clarinette et cordes de Brahms
Le Quintette pour clarinette et cordes en si mineur opus 115 de Johannes Brahms fut composé rapidement, dans le même temps que le Trio op. 114, au cours du printemps et de l'été 1891 à Bad Ischl où le compositeur séjournait comme l'année précédente. Ce quintette est écrit pour une clarinette en la, deux violons, un alto et un violoncelle.
Les deux partitions devaient être créées à titre privé, sur manuscrit, dès le 24 novembre suivant à la cour ducale de Meiningen (avec Richard Mühlfeld, pour la partie de clarinette, ainsi que Joachim et les membres de son quatuor). Les premières auditions publiques eurent lieu, avec les mêmes interprètes, à Berlin les 10 (répétition générale) et 12 décembre : l'accueil fut, dès le 10 décembre, si enthousiaste qu'on refusa du monde le 12. C'est le 5 janvier 1892, enfin, que l'œuvre fut présentée à Vienne, avec le clarinettiste Steiner et le Quatuor Rosé ; puis, quinze jours plus tard Mühlfeld et le Quatuor Joachim : mêmes triomphes — la critique ayant déjà manifesté son approbation sans réticences. Outre la présence de la clarinette, la formation instrumentale est celle du quatuor classique.
Il y a quatre mouvements : 
1. Allegro,
2. Adagio,
3. Andantino,
4. Con moto bâti sur une série de variations, - le tout faisant la preuve d'un sens de l'architecture lucide et consommé.

Durée d'exécution : 36 minutes environ

## Analyse de l'œuvre

### Allegro
En si mineur, à 

Le premier mouvement, d'une atmosphère mélodique très prenante, est écrit dans la forme sonate. Il débute néanmoins après le court exposé d'une sorte de leitmotiv qui assurera son unité ; c'est un fluide balancement de tierces, puis de sixtes, introduit par les deux violons. La clarinette fait une entrée piano à la cinquième mesure ; mais l'exposition proprement dite ne commence qu'à la mesure 14 : premier thème - forte expressivo - auquel le violoncelle confère une intensité lyrique alliée à une grande pudeur d'émotion. Une première idée secondaire fait office de transition vers le second thème (mesure 38) à la clarinette, « d'un moelleux harmonique et mélodique très particulier » (Claude Rostand). Dix mesures plus loin, un troisième thème paraît, enchaînant par ses effets de syncope sur des demi-soupirs tel un léger intermède de détente ; une deuxième idée secondaire (mesure 59), d'une ligne souple, est entièrement dévolue à l'instrument à vent qui, ménageant un « pont », amène le développement. C'est une troisième idée adjacente qui est d'abord exploitée, et dans cette seul partie, tandis que sont utilisés les éléments de l'exposition avec une liberté - notons-le - que n'avait pas connue le Trio op. 114. Le motif d'introduction, plusieurs fois ré-entendu, conclut et amorce la réexposition qui sera parfaitement symétrique de l'exposition, - avant de terminer, à son tour, avec une coda qui reprend encore le motif initial et le premier thème (par la clarinette) pour finir. Dans ce premier mouvement nous noterons la présence d'une reprise.

### Adagio
En si majeur, à 

Le mouvement lent est dans la forme lied, ternaire, - véritable "chant d'amour" aux yeux de maints commentateurs, rêveuse cantilène à la clarinette, d'un jeu dépouillé, parfois âpre, que les cordes soutiennent et enveloppent con sordino. La première section consiste en un ample développement du thème principal, chanté dolce sur le ton élégiaque et « amical », avec une simplicité unie, par la clarinette. Au centre de cette première section, insertion d'une idée complémentaire traitée à la manière d'un reversement du thème. L'épisode central - Più lento en si mineur (mesure 57 à 87) - ne renonce pas à l'utilisation  du thème principal, mais dans un registre un peu différent : la clarinette assume la succession des motifs ornés, soit en mélodie, soit en récitatif, tantôt gracieux et tantôt purement lyrique, voire d'inflexions pathétiques, - sur un trémolo des cordes. On a plus d'une fois souligné le caractère tzigane de cet épisode, avec ses longs traits et ses arabesques soudaines de quadruples croches, - dont il faut remarquer surtout la profusion de détails circonvolutifs par l'extrême attention portée aux ressources virtuoses et au jeu rhapsodique de la clarinette, véritable soliste de ce mouvement. La reprise de la première partie (mesure 88) lui est symétrique, mais en infléchit notablement le contenu : la clarinette dialogue avec le premier violon dans un climat de profonde intimité. Une coda libre clôt cet Adagio sublime , - à l'apogée de la création brahmsienne tout entière.

### Andantino
En ré majeur, à 
Puis Presto non assai, ma con sentimento (à 2/4) : il s'agit, en fait, d'un Presto que précède d'un sorte de préambule de trente-trois mesures. Cet Andantino met en scène, sous différents aspects, le thème principal de ce mouvement allant, sans parvenir toutefois à en cerner exactement les contours; ce thème est exprimé en premier piano et semlice par la clarinette. Mais ce thème ne s'affirmera et ne se fixera qu'avec le Presto, qui n'adopte aucune forme définie cependant, et développe librement le thème dans l'esprit du scherzo à variations, furtif, d'allure fantomatique, - celle de certaine des derniers Intermezzi pour piano.

### Finale, Con moto
En si mineur, à 

Il est constitué d'un thème assorti de cinq variations dans le style d'un rondo, plus une coda. Le thème se présente en une belle phrase chantée avec simplicité par les cordes sur de brèves interjection de la clarinette ; il est repris da capo, dans son second énoncé. La première variation (mesure 33 à 64) le confie au violoncelle, agile ; la clarinette joue à l'unisson des autres cordes, ou en un subtil contrepoint. Seconde variation (mesure 65 à 96) sur un accompagnement syncopé des cordes moyennes, dans un climat plus fiévreux, que la clarinette traverse de ses fusées de doubles croches. L'instrument à vent prend une importance accrue dans la troisième variation (mesure 97 à 129) : arpèges de doubles croches piquées, jouées dolce, d'un effet moins virtuose que discrètement enjoué. La quatrième variation (mesure 130 à 162), passant au ton de si majeur, propose un dialogue, comme énamouré, de la clarinette et du premier violon (piano dolce), - sur une broderie en doubles croches des cordes moyennes. C'est enfin la cinquième et dernière variation (mesure 163 à 196), qui revient au mineur, mais sur une mesure à 3/8 modifiant la carrure rythmique du thème : en contrepoint, une figure de doubles croches vient s'y combiner tel un écho déformé du leitmotiv initial de la partition. Mais la coda (mesures 197 à 226) reprendra textuellement ce leitmotiv, après une courte cadence expressive culminant sur un forte à l'aigu (note mi), - ultime réminiscence donnant l'impression d'une plénitude, d'un achèvement cyclique, et, rétrospectivement, comme d'un « adieu » à cet immense notturno qu'est le Quintette op. 115.

## Discographie sélective
- Charles Draper, clarinette (1869-1952) ; Quatuor Léner (1928, Columbia Japon J-7600/04 / Pearl GEMM 9903 / GEMM 007)[1] (OCLC 45871807 et 36823700)
- Reginald Kell, clarinette ; Quatuor Busch (EMI)[2]
- Reginald Kell, clarinette ; Quatuor Busch : Adolf Busch, Bruno Straumann, Hugo Gottesmann, Hermann Busch (concert, New York, 19 décembre 1948, Decca Records / « Original masters » 6CD DG 477 5280) (OCLC 63521256)
- David Oppenheim, clarinette ; Quatuor de Budapest (7-9 janvier 1959, Sony) (OCLC 221873340)
- Alfred Boskovsky, clarinette ; Octuor de Vienne (avril 1961, Decca 417 643 2) (OCLC 154422352)
- Karl Leister, clarinette ; Quatuor Amadeus (mars 1967, 5CD DG 474 358-2)[3] (OCLC 21200149)
- Sabine Meyer, clarinette ; Quatuor Alban-Berg (mars 1998, EMI Classics 5 56759 2)[4] (OCLC 868981050)
- Pascal Moraguès, clarinette ; Quatuor Pražák (2006, Praga Digitals) (OCLC 71262184)